# Ricarville-du-Val
Ricarville-du-Val är en kommun i departementet Seine-Maritime i regionen Normandie i norra Frankrike. Kommunen ligger i kantonen Envermeu som tillhör arrondissementet Dieppe. År 2022 hade Ricarville-du-Val 193 invånare.

## Befolkningsutveckling
Antalet invånare i kommunen Ricarville-du-Val
| Referens: INSEE |